# Michail Kukuškin
Michail Alexandrovič Kukuškin (rusky: Михаил Александрович Кукушкин; * 26. prosinec 1987 Volgograd) je kazachstánský profesionální tenista, který v letech 2006–2008 reprezentoval rodné Rusko. Ve své dosavadní kariéře na okruhu ATP Tour vyhrál jeden singlový turnaj. Na challengerech ATP a okruhu ITF získal patnáct titulů ve dvouhře a jeden ve čtyřhře.
Na žebříčku ATP byl ve dvouhře nejvýše klasifikován v únoru 2019 na 39. místě a ve čtyřhře v březnu 2020 na 67. místě. V letech 2008–2018 jej trénovala Anastasija Kukuškinová.
V kazachstánském daviscupovém týmu debutoval v roce 2008 I. skupinou asijsko-oceánské zóny proti Filipínám, v níž vyhrál dvouhru nad Cecilem Mamiitem. Kazachstánci zvítězili 5:0 na zápasy. Zahrál si také čtvrtfinále Světové skupiny v letech 2011, 2013, 2014 a 2021. Do dubna 2022 v soutěži nastoupil k dvaceti devíti mezistátním utkáním s bilancí 28–17 ve dvouhře a 1–2 ve čtyřhře.
Kazachstán reprezentoval na Letních olympijských hrách 2012 v Londýně, kde na úvod mužské dvouhry podlehl dvanáctému nasazenému Francouzi Gillesu Simonovi. Zúčastnil se také odložených Her XXXII. olympiády v Tokiu. Ve druhém kole singlové soutěže jej vyřadil Bělorus Ilja Ivaška.

## Tenisová kariéra
Na okruhu ATP Tour debutoval antukovým Barcelona Open 2008, na němž postoupil z kvalifikace. Do třetího kola dvouhry prošel přes finskou turnajovou dvanáctku Jarkka Nieminena a Uruguayce Pabla Cuevase než ho vyřadil španělský antukář Albert Montañés. Do série Masters premiérově zasáhl na Sony Ericsson Open 2009 v Key Biscayne po kvalifikační výhře nad Kazachstáncem Andrejem Golubjevem. V singlové soutěži porazil Tommyho Haase z deváté desítky žebříčku, ale ve druhém kole nenašel recept na Dmitrije Tursunova. V zářijové baráži Davis Cupu 2010 proti Švýcarsku porazil světovou dvacítku Stanislase Wawrinku. Kazachstánci se udrželi ve Světové skupině po výhře 5:0. O měsíc později získal premiérový titul, když triumfoval na St. Petersburg Open 2010. Stal se druhým kazachstánským šampionem dvouhry na túře ATP po Golubjevovi, jenž ovládl červencový German Open 2010. V petrohradském finále zdolal desátého hráče pořadí Michaila Južného. Oplatil mu tak porážku z moskevského Kremlin Cupu 2009, kde si poprvé na túře zahrál semifinále. V závěru sezóny 2012 na okruhu absentoval pro operace levé kyčle (25. září) a pravé kyčle (8. října).
Debut v hlavní soutěži nejvyšší grandslamové kategorie zaznamenal v mužském singlu US Open 2010, když předtím pětkrát neprošel kvalifikací na jednotlivých majorech. V úvodním kole newyorské dvouhry však podlehl Wawrinkovi z konce první světové třicítky. První vítězný zápas si připsal na French Open 2011, kde zdolal Němce Daniela Brandse. Na Australian Open 2012 se stal prvním Kazachstáncem, jenž postoupil do osmifinále grandslamu. Po výhře nad světovou patnáctkou Gaëlem Monfilsem skrečoval ve třetím setu čtvrtého kola Andymu Murraymu. Ve druhé fázi US Open 2015 svedl pětisetovou bitvu se sedmnáctým mužem žebříčku Grigorem Dimitrovem. Po výhře jej vyřadil Marin Čilić opět po pěti sadách hry. Podruhé se do osmifinále majoru probojoval na US Open 2019, v němž jej zastavil dvacátý hráč klasifikace Lucas Pouille. Ve čtyřhře Australian Open 2020 postoupil s krajanem Alexandrem Bublikem do semifinále, v němž podlehli pozdějším vítězům Rajeevu Ramovi a Joeu Salisburymu

## Finále na okruhu ATP Tour
| Legenda                   |
| ------------------------- |
| D – dvouhra; Č – čtyřhra  |
| Grand Slam (0)            |
| Turnaj mistrů (0)         |
| ATP Tour Masters 1000 (0) |
| ATP Tour 500 (0)          |
| ATP Tour 250 (1–3 D)      |

### Dvouhra: 4 (1–3)
| Stav      | č. | datum      | turnaj             | povrch    | soupeř ve finále   | výsledek      |
| --------- | -- | ---------- | ------------------ | --------- | ------------------ | ------------- |
| Vítěz     | 1. | říjen 2010 | Petrohrad, Rusko   | tvrdý (h) | Michail Južnyj     | 6–3, 7–6(7–2) |
| Finalista | 1. | říjen 2013 | Moskva, Rusko      | tvrdý (h) | Richard Gasquet    | 6–4, 4–6, 4–6 |
| Finalista | 2. | leden 2015 | Sydney, Austrálie  | tvrdý     | Viktor Troicki     | 2–6, 3–6      |
| Finalista | 3. | únor 2019  | Marseille, Francie | tvrdý (h) | Stefanos Tsitsipas | 5–7, 6–7(5–7) |

## Tituly na challengerech ATP a okruhu ITF
| Legenda                 |
| ----------------------- |
| Challengery (14 D; 0 Č) |
| ITF (1 D; 1 Č)          |

### Dvouhra (15 titulů)
| Č.  | datum         | turnaj                | povrch      | poražený finalista | výsledek                |
| --- | ------------- | --------------------- | ----------- | ------------------ | ----------------------- |
| 1.  | srpen 2007    | Saransk, Rusko        | antuka      | Ivan Sergejev      | 6–3, 6–1                |
| 2.  | srpen 2007    | Samarkand, Uzbekistán | antuka      | Manuel Jorquera    | 6–4, 6–3                |
| 3.  | březen 2008   | Barletta, Itálie      | antuka      | Boris Pašanski     | 6–3, 6–4                |
| 4.  | duben 2008    | Moskva, Rusko         | koberec (h) | Jan Mertl          | 6–7(4–7), 7–6(7–4), 6–3 |
| 5.  | červenec 2009 | Penza, Rusko          | tvrdý       | Illja Marčenko     | 6–4, 6–2                |
| 6.  | červenec 2010 | Braunschweig, Německo | antuka      | Marcos Daniel      | 6–2, 3–0skreč           |
| 7.  | červenec 2010 | Penza, Rusko          | tvrdý       | Konstantin Kravčuk | 6–3, 6–7(3–7), 6–3      |
| 8.  | červenec 2011 | Astana, Kazachstán    | tvrdý (h)   | Sergej Bubka       | 6–3, 6–4                |
| 9.  | červen 2013   | Košice, Slovensko     | antuka      | Damir Džumhur      | 6–4, 1–6, 6–2           |
| 10. | září 2013     | Istanbul, Turecko     | tvrdý       | Illja Marčenko     | 6–3, 6–3                |
| 11. | září 2013     | İzmir, Turecko        | tvrdý       | Louk Sorensen      | 6–1, 6–4                |
| 12. | srpen 2015    | Astana, Kazachstán    | tvrdý       | Jevgenij Donskoj   | 6–2, 6–2                |
| 13. | červen 2016   | Prostějov, Česko      | antuka      | Márton Fucsovics   | 6–1, 6–2                |
| 14. | červen 2016   | Moskva, Rusko         | antuka      | Steven Diez        | 6–3, 6–3                |
| 15. | březen 2018   | Irving, Spojené státy | tvrdý       | Matteo Berrettini  | 6–2, 3–6, 6–1           |

### Čtyřhra (1 titul)
| Č. | datum       | turnaj          | povrch | spoluhráč       | poražení finalisté             | výsledek                     |
| -- | ----------- | --------------- | ------ | --------------- | ------------------------------ | ---------------------------- |
| 1. | květen 2007 | Vicenza, Itálie | antuka | Riccardo Ghedin | Guillermo Carry Andrej Kračman | 7–6(7–2), 6–7(5–7), 7–6(7–5) |

## Postavení na konečném žebříčku ATP

### Dvouhra
| Sezóna | 2005  | 2006   | 2007   | 2008   | 2009   | 2010  | 2011  | 2012   | 2013  | 2014  | 2015  | 2016  | 2017  | 2018  | 2019  | 2020  | 2021   |
| Pořadí | 1523. | ▲ 767. | ▲ 203. | ▲ 149. | ▲ 132. | ▲ 59. | ▼ 91. | ▼ 107. | ▲ 67. | ▼ 70. | ▲ 65. | ▼ 89. | ▲ 74. | ▲ 53. | ▼ 67. | ▼ 89. | ▼ 182. |

### Čtyřhra
| Sezóna | 2005  | 2006   | 2007   | 2008   | 2009   | 2010   | 2011   | 2012   | 2013   | 2014   | 2015 | 2016 | 2017   | 2018   | 2019   | 2020  | 2021   |
| Pořadí | 1696. | ▲ 773. | ▲ 607. | ▼ 617. | ▲ 589. | ▲ 386. | ▲ 122. | ▼ 437. | ▼ 442. | ▲ 144. | —    | 422. | ▼ 821. | ▲ 785. | ▲ 140. | ▲ 76. | ▼ 130. |